# Pillar of shame
Pillar of Shame (Kolumna Wstydu) – seria rzeźb stworzona przez duńskiego artystę Jensa Galschiøta. Każda z rzeźb mierzy osiem metrów wysokości i odlana jest z brązu, miedzi i betonu. Cztery z nich zostały wzniesione w Rzymie, Hongkongu, Meksyku i Brazylii. Piątą planowano ustawić w Berlinie.

## Symbolizm
Według Galschiøta rzeźby przypominają ludziom o wstydliwym wydarzeniu, które nie powinno nastąpić ponownie. Rozdarte i powykręcane ciała statuy symbolizują zwyrodnienie, dewaluację i brak respektu dla innych. Czarny kolor ukazuje żal i utratę, zaś rzeźba, reprezentująca ofiary, wyraża ból i rozpacz. Może być ona użyta przez obie strony w skomplikowanych sytuacjach konfliktowych, gdzie trudno o wskazanie winnego.

## Kolumna Wstydu w Hongkongu

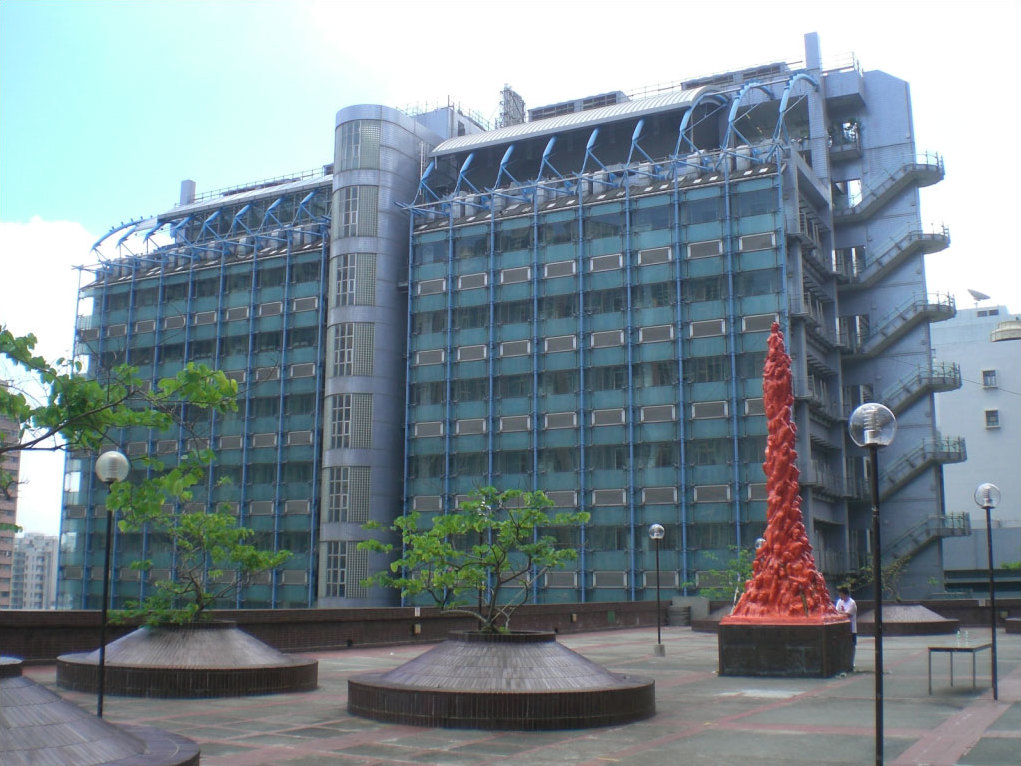
Kolumna Wstydu w Haking Wong na Uniwersytecie w Hongkongu.

Kolumna w Hongkongu to betonowa rzeźba, po raz pierwszy wzniesiona w Victoria Park w 1997 roku w celu naświetlenia ósmej rocznicy protestów na Placu Tian’anmen 1989 roku. Statua ukazuje pięćdziesiąt rozdartych, powykręcanych ciał symbolizujących ofiary rządowych opresji. U dołu na podstawie wygrawerowano historię masakry. Na podstawie znajduje się napis w językach angielskim i chińskim: „Masakra Tian’anmen”, „4 czerwca 1989” i „Stary nie zabije młodego”.
Kolumna po raz pierwszy wystawiona została podczas czuwania ku pamięci ósmej rocznicy wyżej wspomnianej masakry, trzeciego czerwca 1997 roku. Po czasie czuwania studenci lokalnego uniwersytetu walczyli o miejsce ustawienia rzeźby. Po przepychankach z policją i kontrowersyjnych wydarzeniach z udziałem władz uczelni, o trzeciej w nocy studenci wywalczyli przeniesienie dwutonowej statuy na podium budynku Haking Wong, należącego do Uniwersytetu w Hongkongu. Niemniej jednak części rzeźby nie zostały wzniesione, ponieważ podłoga była zbyt wątła. Kolumnę ustawiono w tym samym miejscu szesnastego czerwca 1997 roku.
Miejsca wystawienia Kolumny:
- Chiński Uniwersytet w Hongkongu – od dwudziestego ósmego września 1997 roku
- Wyższa Szkoła w Lignan (obecnie zwana Uniwersytetem w Lignan) – od drugiego listopada 1997 roku
- Hong Kong Baptist University – od dwudziestego dziewiątego listopada 1997 roku
- Uniwersytet Nauki i Technologii w Hongkongu – od dwudziestego trzeciego stycznia 1998 roku
- Politechnika w Hongkongu – od pierwszego marca 1998 roku
- Miejski Uniwersytet w Hongkongu – od dwudziestego dziewiątego marca 1998 roku

Trzydziestego pierwszego maja 1998 roku, podczas dziewiątej rocznicy protestów na Placu Tian’anmen, rzeźba powróciła do Victoria Park, gdzie czuwano przy świecach. Rankiem, przed czuwaniem, samozwańczy artysta wylał na rzeźbę dwa wiadra czerwonej farby, twierdząc, że „Krew ludzi to także moja krew.”
Dwudziestego czwartego i dwudziestego piątego września 1998 roku Unia Studentów Uniwersytetu w Hongkongu (HKUSU) przeprowadziła sondę z pytaniem, czy Kolumna Wstydu powinna zostać na terenie Uniwersytetu na dłuższy czas. 1629 z 2190 respondentów opowiedziało się za zatrzymaniem statuy. Kolumna przeniesiona została więc na Podium w Haking Wong trzeciego grudnia 1998 roku. Cichy hołd składany jest przez HKUSU i The Hong Kong Alliance in Support of Patriotic Democratic Movements in China (Przymierze Wspomagania Patriotycznych Demokratycznych Ruchów w Chinach) w maju każdego roku.
Trzydziestego kwietnia 2008 roku Kolumna Wstydu została pomalowana na pomarańczowo w formie projektu stowarzyszenia The Color Orange, by szerzyć świadomość naruszania praw ludzkich w Chinach. Jako twórca rzeźby, Galschiøt nie został wpuszczony do Hongkongu, ale wyżej wymienione Przymierze pomalowało statuę w jego imieniu.

## Inne Kolumny Wstydu
- Port lotniczy w Ostiense (Rzym, Włochy) – rzeźbę wystawiono podczas szczytu FAO (ang. Food and Agriculture Organization of the United Nations, pol. Organizacja Narodów Zjednoczonych do spraw Wyżywienia i Rolnictwa). Przedstawiała ona ofiary głodu na całym świecie, spowodowanego niepewnymi dostawami światowych zasobów[4].

- Acteal, Chiapas w Meksyku – statuę wzniesiono, by nagłośnić masakrę czterdziestu pięciu członków cywilnego stowarzyszenia Las Abejas w Acteal, przeprowadzoną w grudniu 1997 roku[5].

- Brasilia, Brazylia – w 2000 roku wystawiono statuę jako hołd ofiarom masakry w Eldorado, która nastąpiła w 1996 roku. Następnie statuę przeniesiono do Belém, stolicy regionu Pará, gdzie wspomniana tragedia miała miejsce[6][7].

Piąta Kolumna planowana jest do wystawienia w Berlinie od 2002 roku, by uczcić pamięć ofiar nazistowskiego reżimu.
Stos ponad szesnastu tysięcy butów, każda para reprezentuje ofiarę masakry w Srebrenicy w 1995 roku, umiejscowiona została przed Bramą Brandenburską w niedzielę jedenastego czerwca 2010 roku. Buty zostały zebrane w celu stworzenia Kolumny Wstydu przez niemieckiego aktywistę Phillipa Ruch.

## Galeria

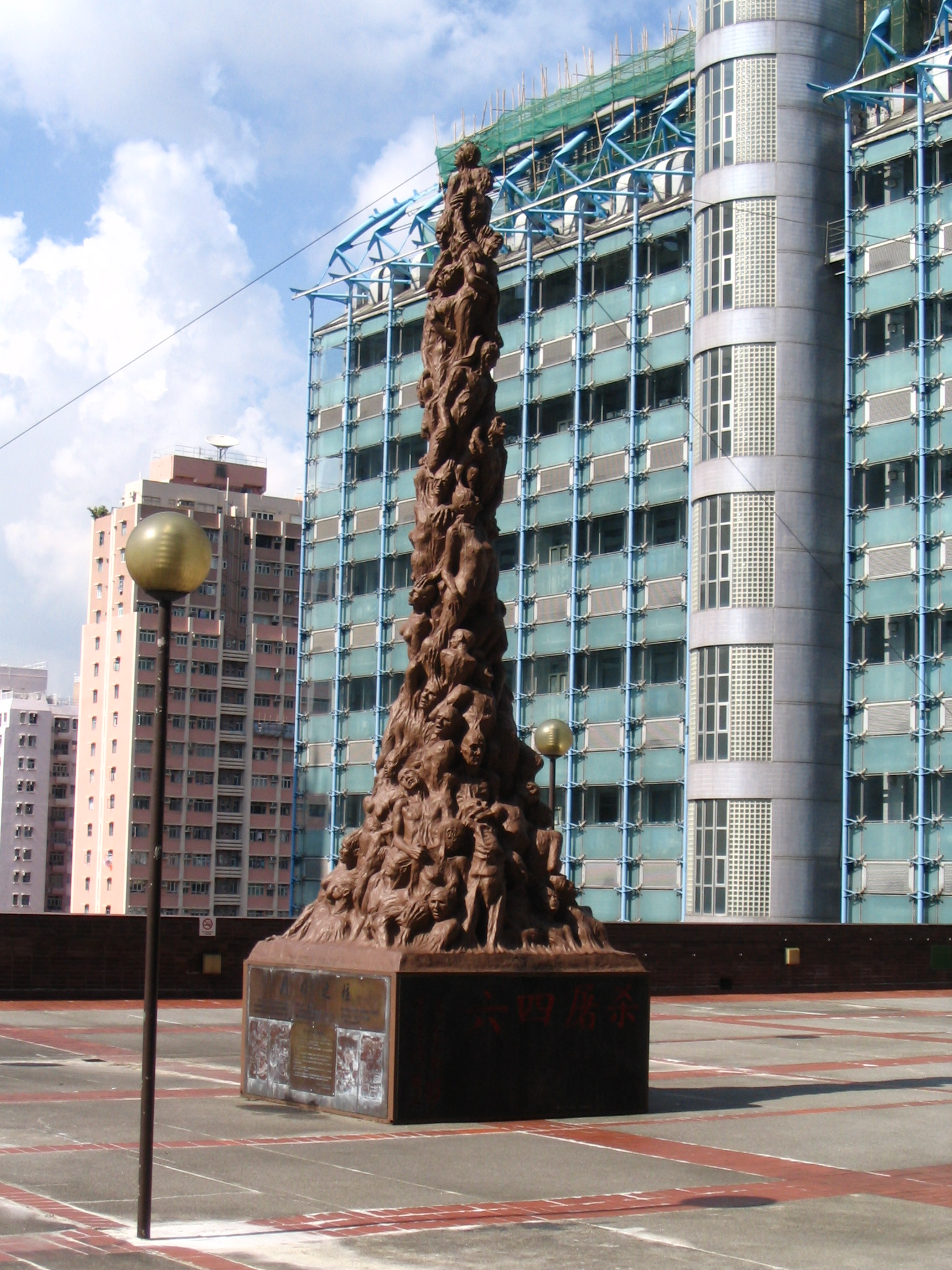
Oryginalna Kolumna Wstydu
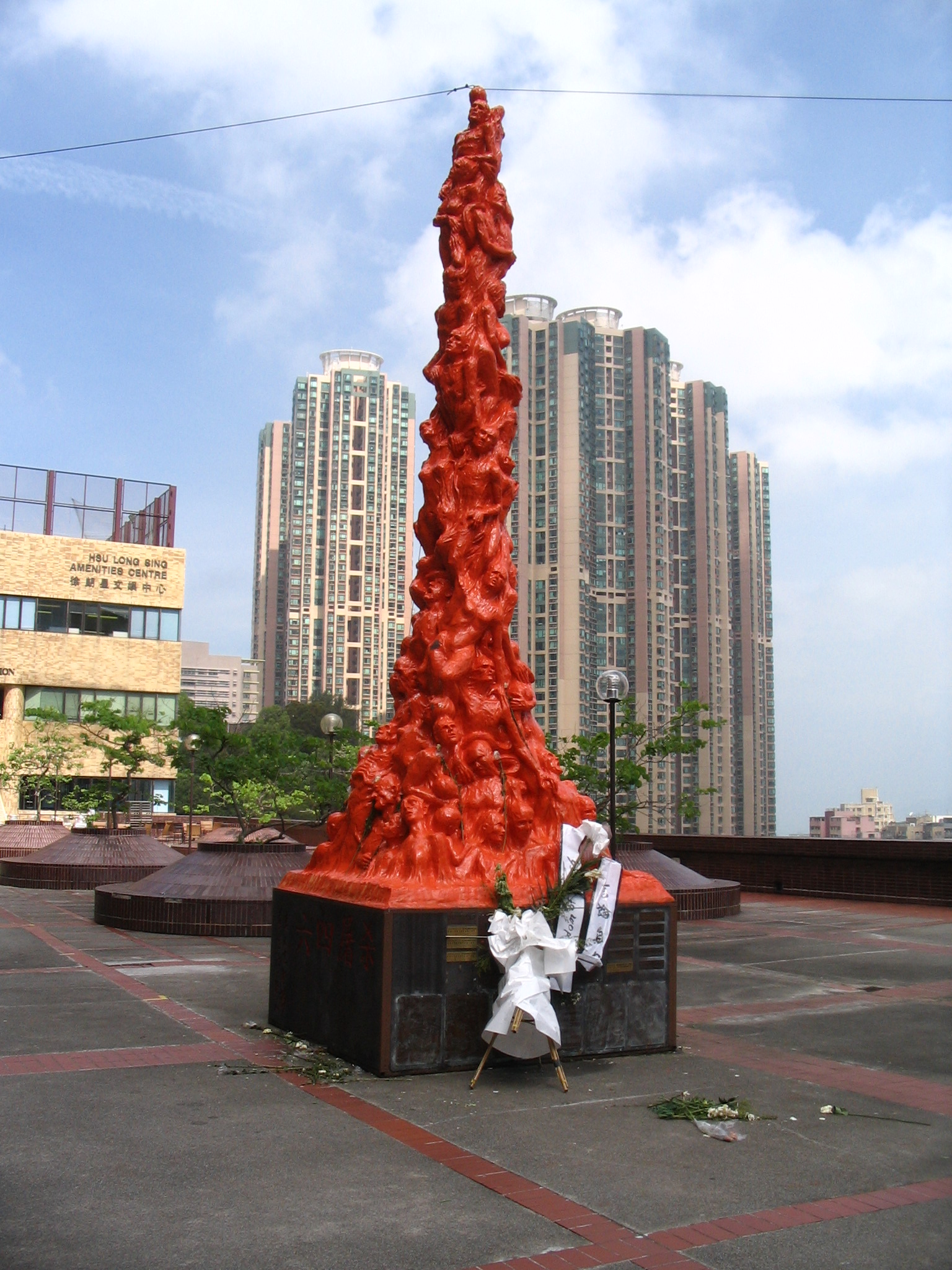
Kolumna Wstydu pomalowana na pomarańczowo
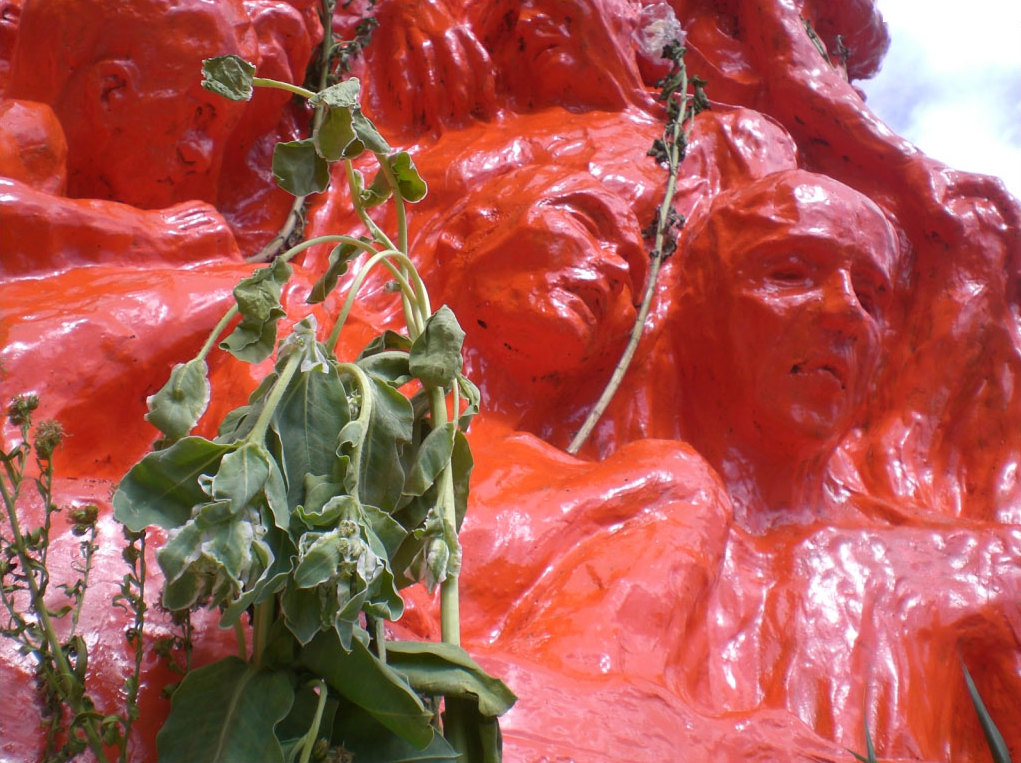
Detale Kolumny
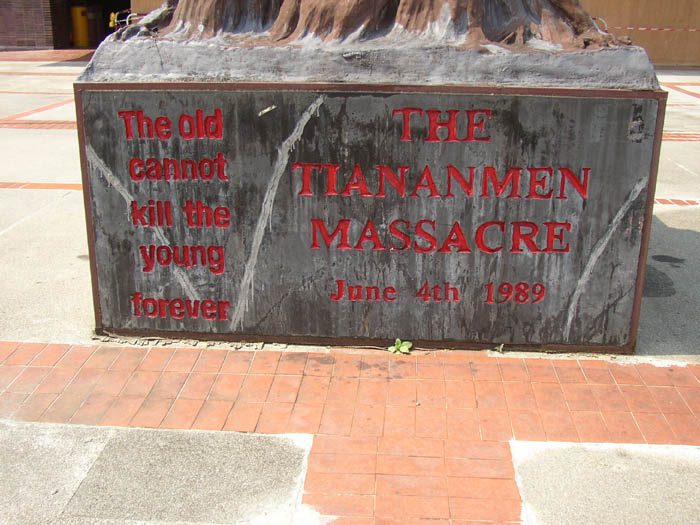
Angielski napis na podstawie
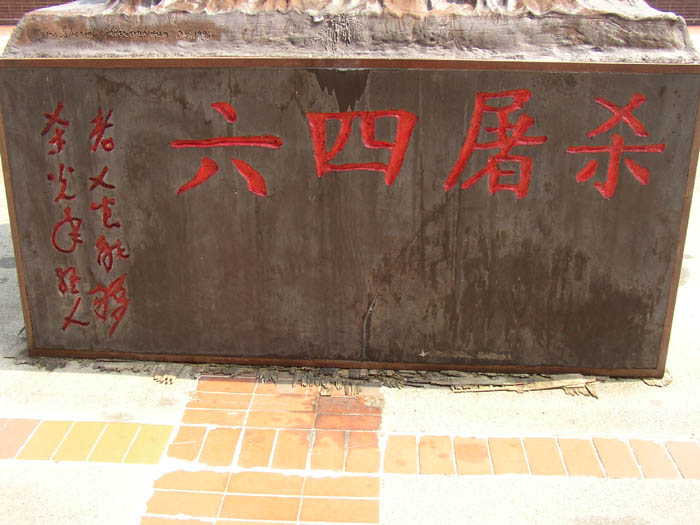
Chiński napis na podstawie